# Perrengue Fashion
Perrengue Fashion é uma futuro filme de comédia brasileira com estreia prevista para outubro 2025 nos cinemas e posteriormente no catalogo do Prime Video com produção da Morena Filmes.
Estrelado por Ingrid Guimarães e Rafael Chalub, o longa é dirigido por Flavia Lacerda e tem roteiro assinado por Célio Porto, Ingrid Guimarães, Edu Araújo e Marcelo Saback.

## Enredo
Paula Pratta é uma influente personalidade do mundo da moda convidada para estrelar, ao lado do filho, a campanha de Dia das Mães de uma das maiores marcas do setor. Mas o filho decide abandonar tudo para se dedicar à causa ambiental e salvar a floresta amazônica. Determinada a trazê-lo de volta, Paula viaja até a floresta, onde se depara com uma realidade completamente oposta à sua. A jornada leva a protagonista a reavaliar seus valores, suas prioridades e sua relação com o filho.

## Elenco
- Ingrid Guimarães como Paula Pratta
- Rafael Chalub
- Filipe Bragança   como Cadu Pratta
- Michel Noher
- Késia Estácio
- Jonas Bloch